# شعب الخيتان

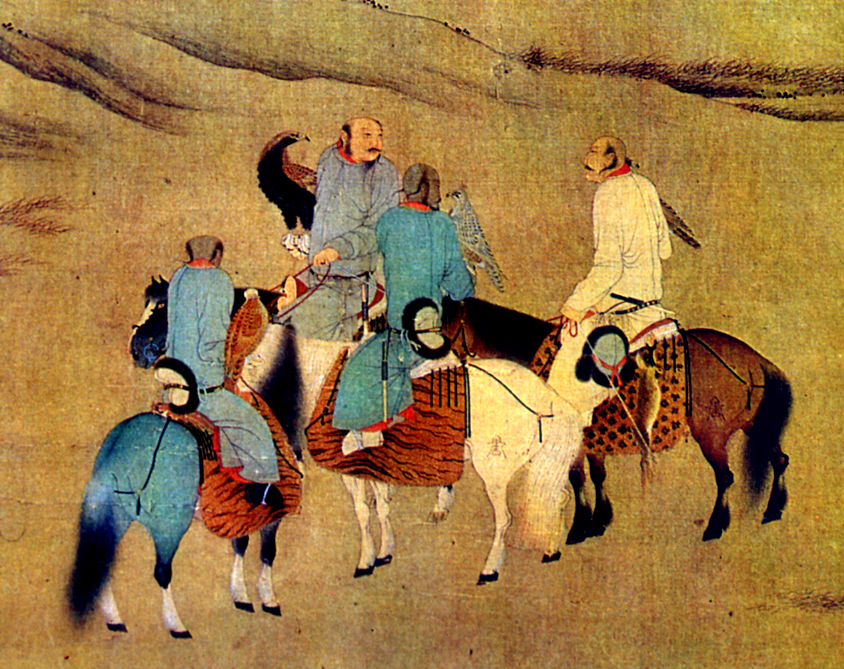
شعب الخيتان استخدام العقاب في الصيد، تم رسم هذه الصورة في عهد أسرة سونغ الصينية.

شعب الخيتان أو الكيتان أو الكيدان أو الخطا أو الخطاي أو الختاي هم شعب شبه منغولي رحل، ترجع أصولهم إلى منغوليا ومنشوريا (شمال شرق الصين الحديثة) من القرن الرابع. وقد سيطرت أسرة لياو على منطقة واسعة من الشمال، بما في ذلك أجزاء من الصين، ولكن لم تخلّف غير القليل من الآثار التي ظلت موجودة حتى اليوم. وبعد سقوط لياو في عام 1125، انتقل العديد من شعب الخيتان إلى الغرب وأسسوا دولة كارا كيتي، التي تم تدميرها في نهاية المطاف على يد الإمبراطورية المنغولية في عام 1218.
بلاد الخطا أو بلاد الخطاي هو الاسم الذي أطلقه المؤرخون المسلمون في العصور الوسطى على شمال الصين.

## أصل المصطلح
لا يوجد إجماع على أصل تسمية اسم خيتان. وهناك ثلاثة تصورات أساسية. يقول فنغ جياشينج (Feng Jiasheng) أن الاسم يأتي من أسماء شيوخ قبائل يووين. ويرى جاو زهينجي (Zhao Zhenji) أن المصطلح نشأ من اسم إكسيانبي ويعني "المكان الذي عاش فيه إكسيانبي. بينما يرى الباحث الياباني ماتو أتاجي (Otagi Matuo) أن الاسم الأصلي لخيتان هو "شيدان"، مما يعني "الناس الذين يشبهون شعب إكسي" أو "الشعب الذي عاش بين شعب إكسي".
هناك أشكال مختلفة لكلمة «خيتان» ظلت موجودة في العديد من اللغات على أنها اسم الصين. ومن الأمثلة على ذلك أن الكلمة المقابلة في: البلغارية والروسية لكلمة الصين هي (Китай, Kitay) وكذلك في اللغة السلوفينية هي (Kitajska) وفي الإنجليزية القديمة هي (Cathay) وفي الإيطالية هي (Catai) وفي البرتغالية هي (Catai) وفي الإسبانية هي (Catay) كتسمية للدولة. وتستخدم التسمية في اللغة التركية باسم الأويغور، على الرغم من أنها تعتبر تحقيراً ويرفضها الصينيون.

## معلومات تاريخية
هناك قصص مختلفة حول أصل شعب الخيتان. فطبقًا للسجلات الخيتانية، (اللوحة التذكارية ليوجي ييلو ولياوشى)، كان جدهم الأول كيشو خاجان (Qishou Khagan)، ينحدر من تانشيهواي خان من دولة إكسيانبي. كان كيشو خاجان رجل دين يركب حصانًا أبيضًا مشى به على نهر لاوها واجتمع مع كيدان، العذراء سماوية التي كانت تركب عربة يجرها ثور رمادي ومشت به على نهر زار مورون. وعند تقاطع النهرين، و عند سفح جبل مويي المقدس، اجتمعا وتزوجها، وولدت كيدان ثمانية أبناء، هم أجداد قبائل الخيتان الثمانية . وقد بُني معبد يحتوي على صور أجداد الخيتان على جبل مويي الذي أصبح أقدس الجبال عندهم. وهذه القصة مشابهة إلى حد ما لقصة أصل جنكيز خان، والتي تحدثت عن 'ذئب أزرق مولود من السماء وظبية حسنة المظهر كانت تعبر بحر (تينجيس) وتزوجها عند منبع نهر أونون، عند سفح جبل بورخان خالدون، الذي أصبح أقدس الجبال عند المنغول في بورجيجين. تسجل كيدان تشي (سجلات دولة خيتان، التي أنجزت في عام 1247) أسطورة الخيتان في مقدمتها:
وطبقًا لأصول إكسيانبي، كان شعب الخيتان جزءًا من قبيلة كومو إكسي حتى عام 388، عندما هُزم تجمع قبائل كومو إكسي على يد وي الشمالية، مما سمح لشعب خيتان باستعادة قبيلتهم وكيانهم وبداية كتابة تاريخ شعب الخيتان.
وفي الفترة من القرن الخامس إلى القرن الثامن، كانت تسيطر على شعب الخيتان سلطة السهوب التي تقع ناحية الغرب منهم (الأتراك، ثم الأويغور، خلال القرن الثامن والتاسع) والصينيين من ناحية الجنوب (الأسر الشمالية أو تانغ، على التوالي خلال القرنين الخامس والسادس والقرن السابع والثامن). وتحت هذه الهيمنة والقمع الثلاثي، بدأ شعب الخيتان في إظهار قوة متزايدة والسعي نحو الاستقلال. وجاء هذا بطيئًا مقارنة بحالات أخرى. وقد كان بطيئًا نظرًا لأنه كثيرًا ما سُحق شعب الخيتان على يد القوى المجاورة، حيث كان يتم استخدام محاربي خيتان عند الحاجة، ولكن كانت كل القوى على استعداد لسحقهم عندما يعلو نجمهم ويصبحون أقوياء بشكل أكثر من اللازم وقريبين من أن يصبحوا سلطة إقليمية مستقلة رابعة. وتعد حركة التمرد التي قادها لي شون (Li-Shun) في الفترة من 696 إلى 697 مفيدة حقًا في هذا الأمر وهي لعبة «شخصان بالغان ومراهق واحد»: فقد تم تشجيع شعب الخيتان من قبل الأتراك على تحمل جميع المخاطر والتمرد ضد تانغ، وقد نجحوا في القيام بذلك بنجاح، قبل تعرضهم لهجوم على مؤخرة الجيش من قبل الأتراك، وكانت هذه إحدى الميزلا الرئيسية لدى الإمبراطورية التركية التي ولدت حديثا (الميلاد الثاني، 682 - 745).

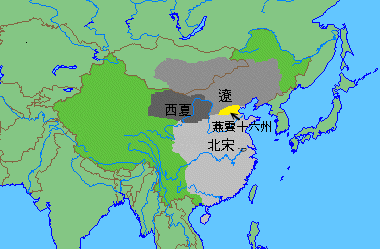
موقع لياو وسونغ وشيا الغربية.

عقب رحيل شعب الأويغور للغرب وانهيار أسرة تانغ في أوائل القرن العاشر، أنشأ شعب الخيتان أسرة لياو في عام 907. وقد أثبتت أسرة لياو أنها قوة مهمة في ناحية الشمال من الأرض الصينية المنبسطة، حيث كانت تتحرك باستمرار نحو الجنوب والغرب، وسيطرت على الأراضي الصينية والتركية والأويغورية السابقة. وفي نهاية المطاف سقط شعب الخيتان على يد أسرة جين التي تتبع جوركين في عام 1125، الذين أخضعوا شعب الخيتان لهم واستفادوا من خبرتهم العسكرية أقصى استفادة.
وعقب سقوط «أسرة لياو»، هرب عدد من نبلاء الخيتان من المنطقة متجهين للغرب نحو المناطق الغربية، ليؤسسوا أسرة كارا-كيتان أو أسرة لياو الغربية التي لم تدم طويلاً، وبعد سقوطها أسس جزء صغير يقع تحت حكم البراق الحاجب أسرة محلية في مقاطعة كرمان الجنوبية الفارسية. وتم استيعاب الخيتان من قبل السكان المحليين الأتراك والإيرانيين وجرت أسلمتهم ولم يعد لهم أي تأثير. وحيث إن اللغة الخيتانية كانت لا تزال غير مقروءة تمامًا تقريبًا، كان من الصعب إنشاء تاريخ مفصل لتحركاتهم.
لا يوجد أي دليل واضح على عدم وجود أية مجموعات عرقية منحدرة من شعب الخيتان في العصر الحديث شمال شرق الصين، غير أن بعض الدراسات الوراثية الحديثة وبحوث علم الأنساب الخاص بالأسر قد تثبت صحة الفرضية القائلة بأن دايور عبارة عن مجموعة عرقية من منغوليا الداخلية وربما ينحدرون من شعب الخيتان القديم. وأن عشائر يوننان هان الصينية مثل إيه ومانغ وغيانغ، بالإضافة إلى العشرات من العشائر الأخرى المعروفة بأنها منحدرة من ييلو وأطلق عليهم شعب بن عن طريق مجموعات عرقية أخرى تابعة ليونان قد تكون هي الأخرى مجموعات عرقية منحدرة من شعب الخيتان. وعلاوةً على ذلك، هناك أيضًا زعم بأن عشيرة ليو الموجودة في بضع عشرات القرى باسم تشوانغ ييلو منحدرة من عشيرة ييلو التابعة لشعب الخيتان. وأثناء فترة لياو، قُسمت مجموعات الخيتان العرقية إلى عشيرتين، ييلو وشياو؛ وتم إضفاء الطابع الصيني على ييلو في وقت لاحق. كما تصنف لغة دايور بأنها لغة منغولية.

## اللغة ونظم الكتابة
تعد اللغة الخيتانية (تعرف أيضًا باسم لياو، كيتان[ISO 639-3]) لغة منقرضة الآن والتي تحدث بها شعب الخيتان يومًا ما. ويُعتقد أن شعب الخيتان متصل وراثيًا ببروتو المنغوليين.
هناك نظامان من أنظمة الكتابة للغة الخيتانية، ومعروفان باسم النصوص الكبيرة والنصوص الصغيرة. وكان هذان النظامان مستقلين وظيفيًا ويبدو أنهما استخدما في نفس الوقت في إمبراطورية لياو. وكانا قيد الاستخدام لبعض الوقت بعد سقوط تلك الأسرة. ومن نماذج النصوص التي ظهرت كثيرًا في ابيتافس والمعالم الأثرية، على الرغم من أن الأجزاء الأخرى كانت سطحية في بعض الأحيان.
ويعترف كثير من العلماء أن النصوص الخيتانية لم يتم فك الشفرة الخاصة بها تمامًا وأن المزيد من البحوث والاكتشافات ستكون ضرورية لفهمها بإتقان.
وعلى الرغم من أن هناك دلائل عدة على أصولها، والتي قد تشير إلى اتجاهات مختلفة، فالاحتمال الأكبر أن اللغة الخيتانية جاءت في فترة ما قبل بروتو المنغوليين (وبالتالي تتصل باللغة المنغولية). ويعد النصب التذكاري ليليو يانينج (بتاريخ 986 قبل الميلاد) واحدًا من النقوش الأقرب إلى النصوص الخيتانية الكبيرة.

## الاقتصاد
انطلاقًا من كونهم بدويين، عمل شعب الخيتان بالأساس في تربية الماشية وصيد الأسماك والصيد. وكان نهب القرى الصينية الجنوبية والمدن، فضلاً عن القبائل المجاورة، أيضًا مصدرًا مفيدًا للعبيد والحرفية الصينية والغذاء، ولا سيما في أوقات المجاعة. وتحت تأثير الصين المجاورة، وعقب الحاجة الإدارية إلى الإدارة المستقرة، بدأ شعب الخيتان في الانخراط في زراعة المحاصيل الزراعة وبناء المدن. وعلى عكس الزراع الصينيين وزراع بالهاي الذين زرعوا القمح والذرة الرفيعة والدخن، تخصص المزارعون الخيتان في زراعة دخن العناقيد الزهرية. وكانت الطبقة الحاكمة «أسرة لياو» تقوم بحملات الصيد في أواخر الصيف تبعًا لتقليد أسلافهم. وبعد سقوط أسرة لياو، عاد شعب الخيتان إلى حياة البدو بشكل أكثر.

## الدين

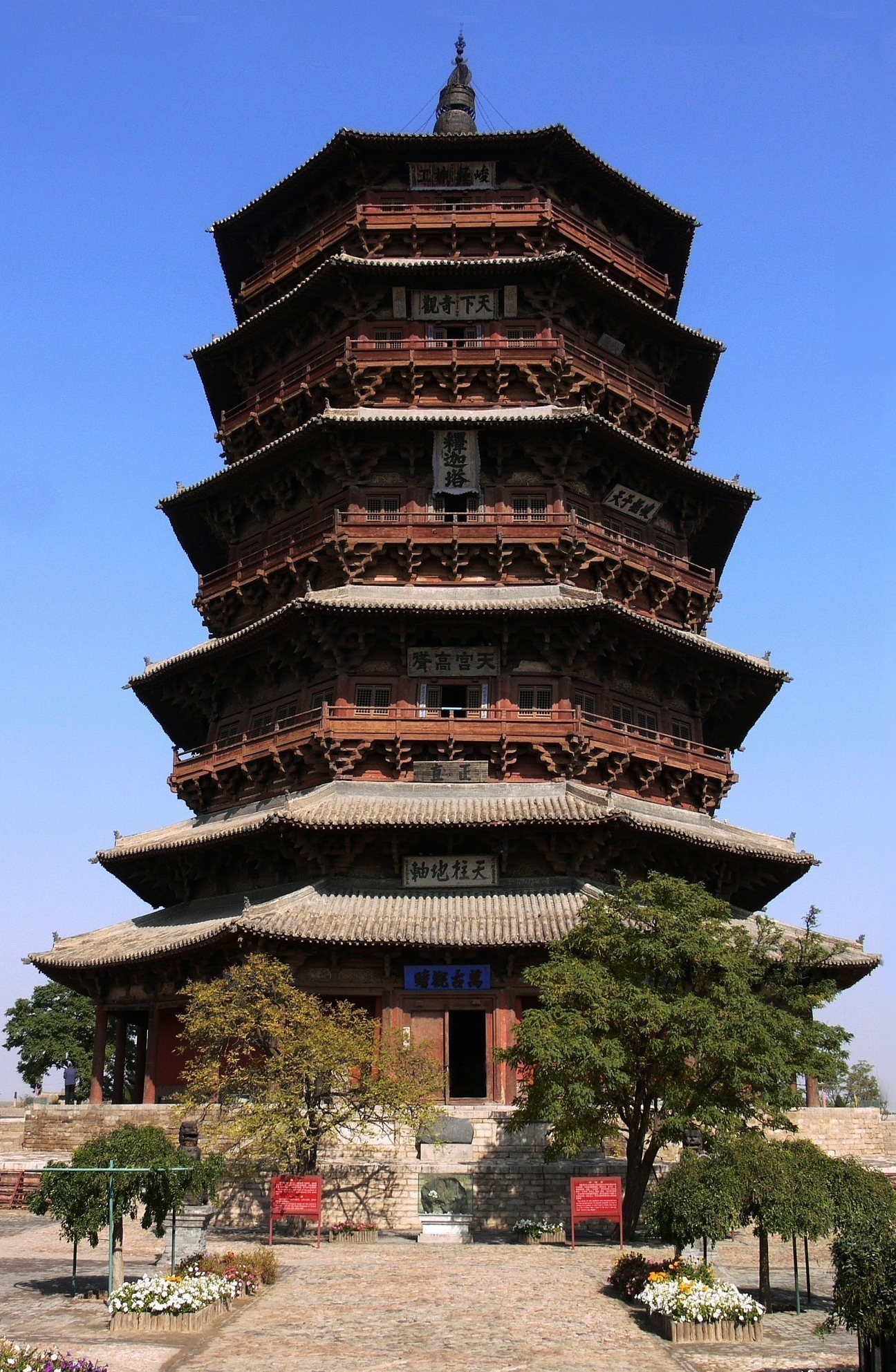
معبد فوجونج الذي بُني في عام 1056.

كان الدين الأصلي لشعب الخيتان تعظيمًا للعديد من الظواهر الطبيعية التي كان يعتقد أنها إلهية، وقبل كل شيء الشمس. وهكذا، اتجه الإمبراطور لياو في الشرق، من حيث تشرق الشمس، بدلاً من الجنوب كما فعل الأباطرة الصينيين. ولأن الخيتان أعطوا أولوية للطقوس المتجهة إلى اليسار، كانت أولوية التوجه إلى الشمال مقدمة على الجنوب.
وعلى الرغم من أوامر الإمبراطور المؤسس أباوجي (Abaoji) ببناء معابد بوذية وكونفوشيوسية وطاوية اعتنق الأباطرة المتعاقبون الديانة البوذية. وكانت هناك زيادة ملحوظة في الإخلاص للبوذية حتى عهد الإمبراطور شينجزونج. وفي غضون قرن من الزمان، أفادت مكاتب الحكومة المحلية أن هناك 360 ألف من الرهبان والراهبات في عام 1078، والذين مثلوا نحو عشرة في المئة من السكان. حتى وإن كان مبالغًا في ذلك، فإنه من الواضح أن البوذية كانت جزءًا لا يتجزأ من حياة لياو.

## الأدب
توجد قطع أثرية قليلة جدًا من قصائد الخيتان والأدب التي تم الحفاظ عليها، ناهيك عن النصوص أو الفتات من اللغة الخيتانية. ولأن اللغة الخيتانية لا يمكن إعادة نظمها بالمرة، لا تزال هناك صعوبات كثيرة في فهم الوثائق الموجودة باللغة الخيتانية.
وعلى الرغم من أن النصوص الخيتانية كانت موجودة، فقد كان استخدامها محدودًا. وقد اعتمد شعب الخيتان، مثل الشعوب الفيتنامية والكورية واليابانية القديمة، أيضًا على الحروف الصينية كنظام للكتابة. وقد كتبوا جزءًا كبيرًا من الأدبيات في الوثائق الصينية، ولا سيما السياسية. جمع كتاب التاريخ الرسمي الصيني حول أسرة لياو لياو شي، في عهد أسرة يوان، ويستند إلى بعض «سجلات حقيقية» (shilu 實錄) التي كانت موجودة في وقت سابق والتي جمعت أثناء فترة لياو.